# Unterhaltungssoftware Selbstkontrolle
USK (нем. Unterhaltungssoftware Selbstkontrolle) — немецкая организация, накладывающая ограничения по возрасту на развлекательное программное обеспечение. Основана в 1994 году.
Все компьютерные игры делятся на 5 групп (не считая «Рейтинг ожидается») и сопровождаются соответствующим символом с надписью:
| Знак                                     | Расшифровка на немецком языке       | Перевод                                                                |
| ---------------------------------------- | ----------------------------------- | ---------------------------------------------------------------------- |
|                                          | Einstufung ausstehend               | Рейтинг ожидается                                                      |
| Without age restrictions                 | Freigegeben ohne Altersbeschränkung | Не имеет возрастного ограничения                                       |
| Restricted for those below the age of 6  | Freigegeben ab 6 Jahren             | Разрешено с шести лет                                                  |
| Restricted for those below the age of 12 | Freigegeben ab zwölf Jahren         | Разрешено с двенадцати лет                                             |
| Restricted for those below the age of 16 | Freigegeben ab sechzehn Jahren      | Разрешено с шестнадцати лет                                            |
| Restricted for those below the age of 18 | Keine Jugendfreigabe(Erwachsene)    | Запрещено для детей (разрешено совершеннолетним) (Только для взрослых) |

### Дескрипторы контента
В январе 2023 года USK начал использовать различные дескрипторы контента наряду с возрастными рейтингами. К ним относятся дескрипторы, указывающие на уровень насилия, ужасов, сексуального контента, ненормативной лексики, а также наркотиков и алкоголя. 
| Название           | Официальный перевод     | Описание |
| ------------------ | ----------------------- | --- |
| Alkohol            | Алкоголь                | Употребление алкоголя изображается положительно или часто. |
| Angedeutete Gewalt | Подразумеваемое насилие | Насилие изображается абстрактно и нереалистично, без видимого физического контакта между персонажами. При нанесении удара персонажу не видны повреждения или травмы. |
| Belastende Themen  | Обременительные темы    | В игре затрагиваются эмоционально напряжённые темы, такие как смерть, травля и зависимость.                                                                          |